# Хадзіме Сугіяма
Хадзіме Сугіяма (яп. 杉山 元; 1 січня 1880, Кокура, Японська імперія — 12 вересня 1945, Токіо, Японія) — японський державний і військовий діяч, маршал Японії (21 червня 1943), двічі обіймав посаду міністра армії Японії. На початку Другої світової війни очолював Генеральний штаб Імперської армії, фактично командував усіма сухопутними військами імперії. 1944 року був звільнений через серію поразок на полі бою. Після завершення війни покінчив із собою. 

## Початок кар'єри
Хадзіме Сугіяма народився 1 січня 1880 року в місті Кокура (зараз частина міста Кітакюсю), що в префектурі Фукуока (острів Кюсю), у сім'ї колишнього самурая. Тут же він пішов до початкової та середньої школи, по завершенню яких захотів бути військовослужбовцем і став курсантом Військової академії армії Японії. Випустився 1901 року та, отримавши військове звання молодшого лейтенанта, почав службу у складі 3-о батальйону 14-о полку. У складі 12-ї дивізії він служив під час війни з Росією, у якій був поранений в обличчя, через що в майбутньому не міг повністю розплющити праве око.
1910 року Сугіяма завершив навчання у Вищій військовій академії армії Японії, після чого працював у відділі розвідки Генерального штабу Імперської армії. Пізніше очолив управління воєнної розвідки. 

## Подальші події
1912 року відправився на Філіппіни, де був військовим аташе. Пізніше переїхав до Сінгапуру, де працював на цій же посаді у місцевому посольстві. 1913 року був підвищений до майора, а 1915 року став військовим аташе у Британській Індії, де він таємно декілька разів зустрічався з борцями за незалежність Індії Рашем Бехарі Босом і Субхашем Чандра Босом. 1918 року Сугіяма відправився на Кавказ, де повинен був спостерігати за веденням бойових дій на даному театрі Першої світової війни. Після завершення конфлікту протягом певного часу працював у комітеті Ліги Націй з питань військової авіації.

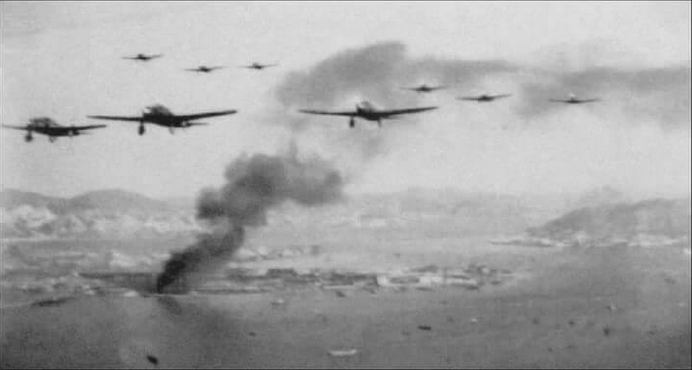
Бомбардувальники японської авіації

У грудні 1918 року Хадзіме повернувся до Японії та, ставши підполковником, очолив 2-й батальйон військової авіації. Через три роки був підвищений до полковника, а ще за рік очолив авіацію Імперської армії Японії.
У травні 1925 року став генерал-майором і очолив Бюро з військових справ при Генеральному штабі Імперської армії Японії у 1928 році. Тоді ж став одним із головних діячів фракції Тосейха, що діяла на противагу радикальній фракції Кодоха. 
1931 року брав участь у невдалій спробі військового перевороту, проте не був притягнутий до жодної відповідальності, хоча й обіймав посаду заступника міністра армії. Проте вже у березні 1933 року був відсторонений від керівництва японською авіацією через прихід до влади фракції Кодоха. 26 лютого 1936 року відбулася чергова спроба перевороту, а вже у листопаді Сугіяму звільнили з усіх керівних посад, паралельно надавши йому звання генерала.

## Війна в Тихому океані
Попри це в лютому 1937 року Сугіяма став міністром армії в уряді Сендзіро Хаясі. Навіть після зміни прем'єр-міністра він залишився на посаді. Саме у цей період почалися проблеми у відносинах із Китаєм. Після інциденту на мосту Марко Поло Хадзіме підштовхнув Фумімаро Коное до ескалації конфлікту, внаслідок чого почалася війна. 3 червня 1938 року він полишив посаду міністра задля того, щоб увійти до складу Вищої військової ради. 
У грудні 1938 року очолив війська, що діяли у північній частині Китаю, проте вже у вересні повернувся до Японії.

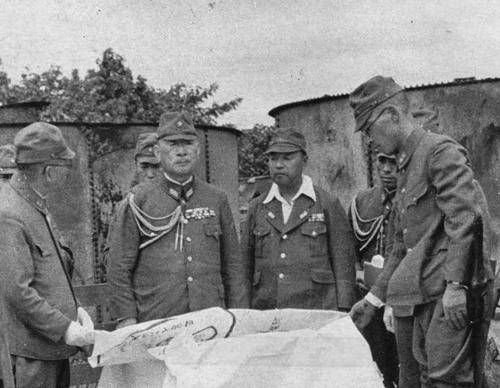
Генерал Сугіяма на острові Ява, 1942 рік

3 вересня 1940 року Сугіяма став начальником Генерального штабу армії Японії, фактично зосередивши у своїх руках усю владу сухопутними військами. Так він став однією з ключових осіб в державі. Напередодні вступу Японії в Другу світову війну генерал активно лобіював дану ідею, нав'язуючи імператорові думку, що імперія переможе в будь-якому випадку. Попри те, що подібне передбачення щодо війни з Китаєм Сугіяма вже озвучував у 1937 році (однак воно взагалі не справдилося), Хірохіто 1 грудня 1941 року дав імператорську санкцію на початок війни.
Після нападу на Перл-Гарбор Сугіяма віддав наказ сухопутним частинам розпочати наступальні операції. За лічені місяці його підопічні захопили Голландську Ост-Індію, Філіппіни, Таїланд, Малаю, Сінгапур, окупували китайський Шанхай та інші землі. Фактично майже вся Океанія тепер перебувала під владою Японії. І в цьому успіху велику роль відіграла злагоджена та ефективна робота Генерального штабу армії на чолі з Хадзіме. 
Проте після поразки у битві за Мідвей ситуація сильно погіршилася. Імперія почала зазнавати все нових поразок як на морі, так і на суші. 1943 року Японія втратила контроль над Гуадланканалом, що стало важливим моментом, який сильно вплинув на подальший перебіг війни.

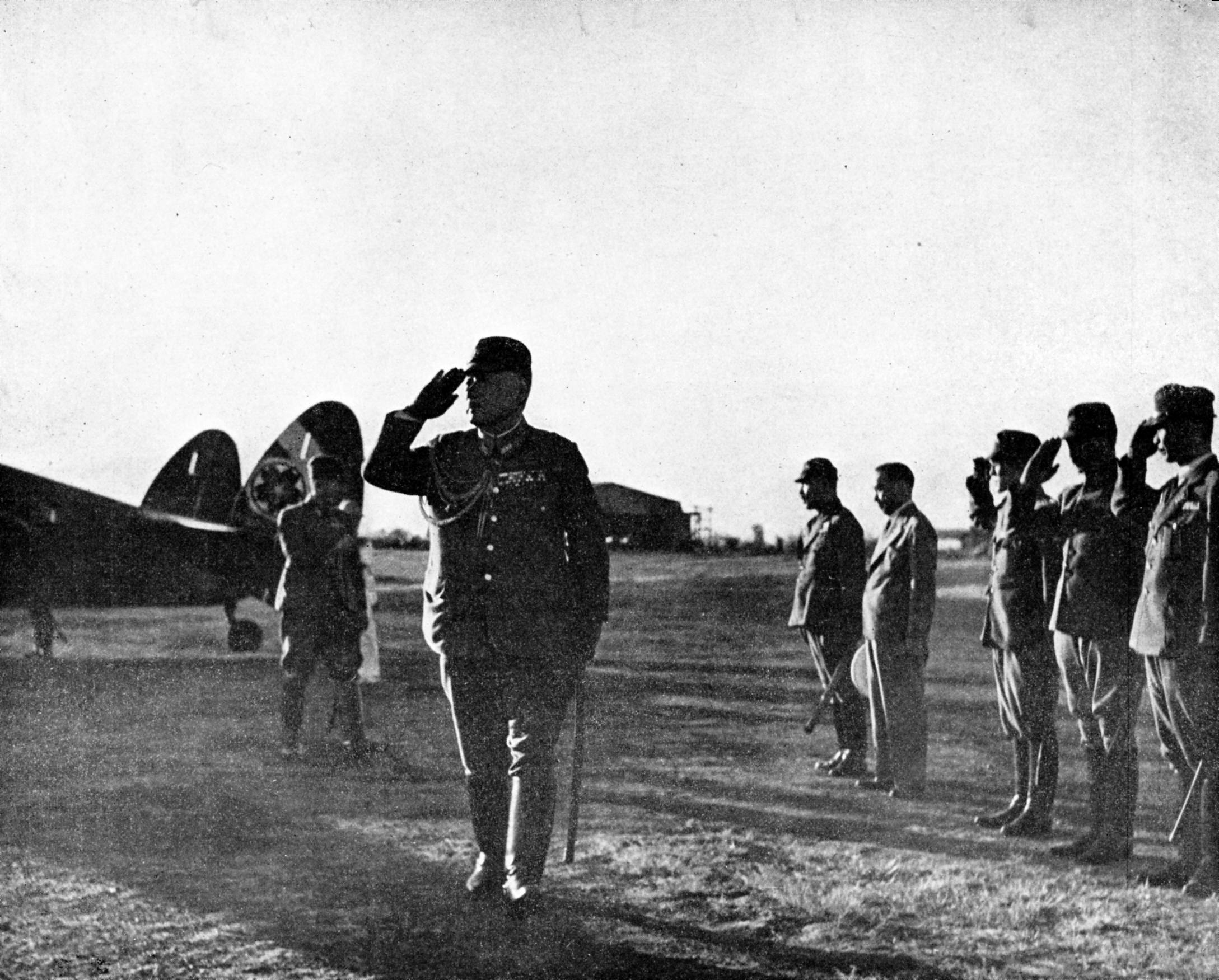
Хадзіме Сугіяма інспектує фронтові частини, 1943 рік

21 червня 1943 року за свої заслуги Хадзіме Сугіяма став маршалом Японії. Того ж дня відповідне військове звання отримав також генерал Хісаїті Терауті.

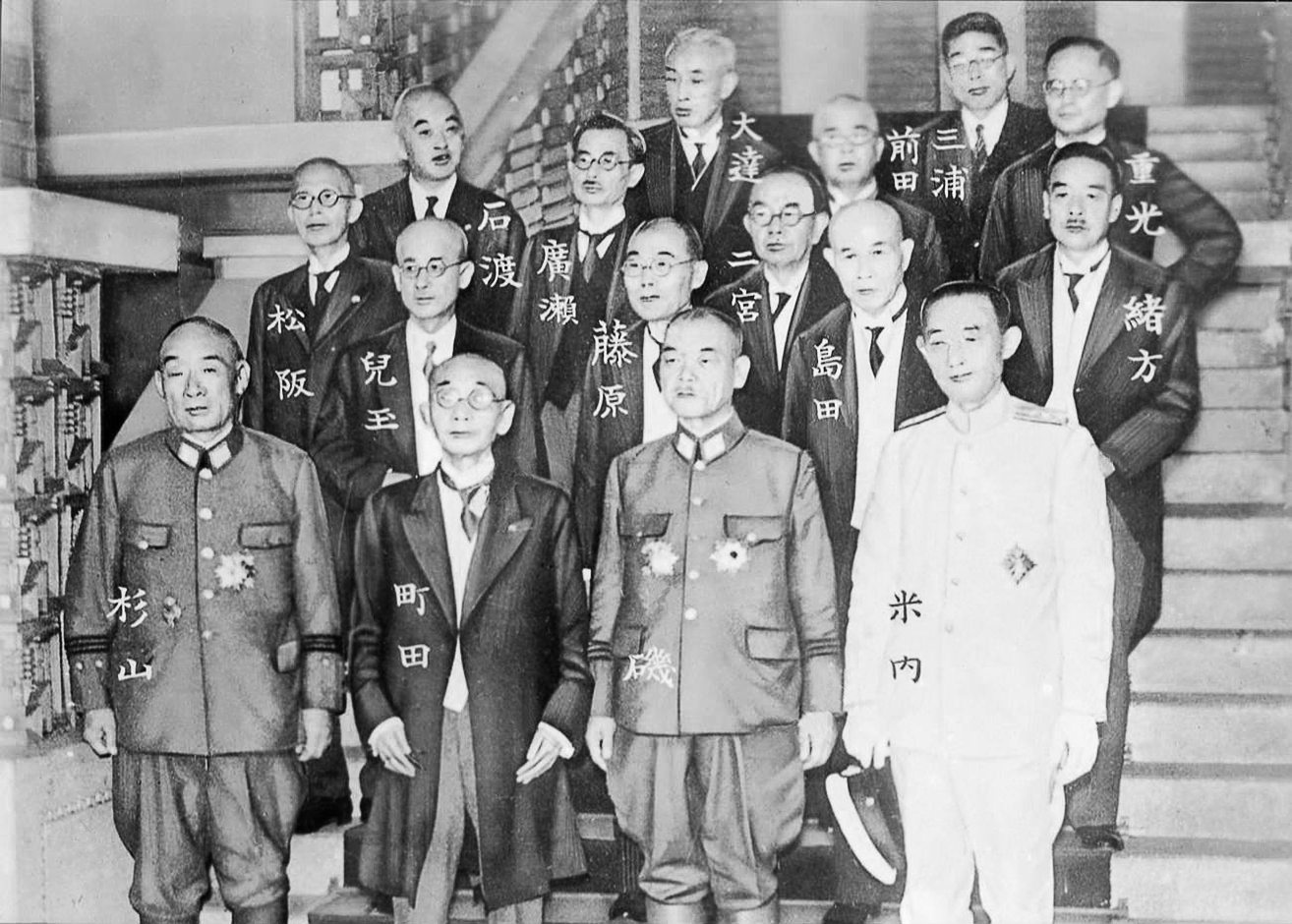
У складі уряду Коїсо, 1945 рік

21 лютого 1944 року Сугіяма був звільнений із посади начальника Генерального штабу армії після серії великих поразок армії. Його змінив генерал Хідекі Тодзьо, прем'єр-міністр і міністр армії Японії. Попри це Сугіяма став інспектором з питань військової підготовки, що було третьою за престижністю посадою в армії. У липні 1944 року він повернувся на посаду очільника Міністерства армії, проте ситуація на фронті вже була запущена настільки, що будь-якими стараннями покращити її було майже неможливо. 7 квітня 1945 року маршал пішов у відставку. 
12 вересня 1945 року Хадзіме Сугіяма покінчив життя самогубством, вистріливши з револьвера собі в груди, не зумівши змиритися з поразкою Японії у війні. Його тіло було поховане на кладовищі Тама.  